# Мозер, Морено
Море́но Мозе́р (итал. Moreno Moser, род. 25 декабря 1990 года в Тренто, Италия) — итальянский профессиональный шоссейный велогонщик, победитель Тура Польши 2012 года. Участвовал в мировом Туре UCI 2013 за команду Cannondale Pro Cycling Team.

## Биография
Родился в Тренто в семье профессиональных велогонщиков; его дяди Франческо и Альдо финишировали в первой пятёрке состязаний Гранд Тура, а Франческо стал победителем в Джиро д’Италия 1984 года. Кузен Иньяцио и два дяди Альдо и Франческо также профессиональные велогонщики.

## Победы
| 2008 - Тур кантона Во — этапы 1, 2 и генеральная классификация (юниоры) - Джиро Луниджианы — этап 2 (юниоры) 2010 - Гран-при города Фелино 2011 - Джиро Медиа Брента - Трофей Джанфранко Бьянкина - Джиробио— этапы 1 и 8 | 2012 - Тур Польши — этапы 1, 6 и генеральная классификация - Трофей Лайгуэльи - Эшборн — Франкфурт - Чемпионат Италии, групповая гонка — 3-е место 2013 - Страде Бьянке |

## Статистика выступлений наГранд Турах
| Гранд Тур | 2013 |
| --------- | ---- |
| Джиро     | -    |
| Тур       | 94   |
| Вуэльта   | -    |